# نورت ایست آتیکا (نیویورک)
نورت ایست آتیکا (به انگلیسی: Northeast Ithaca) یک منطقهٔ مسکونی در ایالات متحده آمریکا است که در شهرستان تامپکینز، نیویورک واقع شده‌است. نورت ایست آتیکا ۳٫۸ کیلومتر مربع مساحت و ۲٬۶۵۵ نفر جمعیت دارد.